# Raray
Raray is een gemeente in het Franse departement Oise (regio Hauts-de-France) en telt 150 inwoners (2004). De plaats maakt deel uit van het arrondissement Senlis.
De bizarre muur van de kasteeltuin van Raray werd door Jean Cocteau in 1946 gebruikt voor de opname van enkele scènes van de film La Belle et la Bête.

## Geografie
De oppervlakte van Raray bedraagt 6,8 km², de bevolkingsdichtheid is 22,1 inwoners per km².
De onderstaande kaart toont de ligging van Raray met de belangrijkste infrastructuur en aangrenzende gemeenten.

## Demografie
Onderstaande figuur toont het verloop van het inwonertal (bron: INSEE-tellingen).